# Kê Morabeza
El Grupo Desportivo Kê Morabeza és un club de futbol de l'illa de São Tomé, a São Tomé i Príncipe. L'equip té la seva base a la localitat de Bela Vista, al districte de Lobata i des de 2013 està fora de la competició juntament amb tres altres clubs.
Fins 2012 el club s'anomenava Grupo Desportivo Vitória Bela Vista. Una vegada s'havia anomenat Vitória, però mai ha estat predominantment afiliat al club portuguès Vitória FC  de Setúbal.
El club va jugar en la segona divisió, i en 2001 va quedar el vuitè, en 2002/03 va quedar cinquè. El club mai va guanyar la promoció per ascendir a la Primera Divisió.
En 2012 va canviar el nom a Kě Morabeza, nom que vol dir "hospitalitat". Va quedar entre les dues primeres posicions en la Segona Divisió regional en 2014. Va pujar a Primera Divisió en 2015 i sota el nom actual va ser relegat a la Segona Divisió el 2016. Al setembre de 2017,el club va patir, ja que estaven dins de la zona de descens de Segona Divisió i en la següent temporada participarà en la Tercera Divisió.